# Иннес, Джоанна
Джоанна Иннес (англ. Joanna Innes; род. 1954, Лондон) — британский историк, специалист по европейской истории периода конца 17 — сер. 19 веков, в особенности британской истории, также историк демократии, эмерит-профессор Сомервиль-колледжа Оксфорда, где преподает с 1982 года.
Выросла в Британии и США: когда ей было 13 лет, её родители эмигрировали в Нью-Йорк. Изучала историю в Кембридже; получила докторскую степень; с 1982 года преподает в Оксфорде, ныне эмерит-профессор современной истории Сомервиль-колледжа, его фелло в 1982—2018 гг. Также преподавала в Токио, Мюнхене и Париже. С 1990 по 2000 год соредактор журнала Past & Present, остается членом его редколлегии (ныне её пред.) и ряда других журналов. Ряд ключевых эссе вышел в Inferior Politics: Social Problems and Social Policies in 18th-Century Britain (2009) {Рецензия}. Соредактор Suffering and Happiness in England 1550—1850: Narratives and Representations: A collection to honour Paul Slack. Также соредактор Rethinking the Age of Reform: Britain 1780—1850 (2003; совм. с Артуром Бёрнсом). Соредактор Re-Imagining Democracy in the Age of Revolutions 1750—1850.